# مونشتر (بایرن)
مونشتر (به آلمانی: Münster) یک شهر در آلمان است که در دناو-ریس واقع شده‌است.